# Rjavi uhati netopir
Rjavi uhati netopir (znanstveno ime Plecotus auritus) je velika vrsta netopirjev, razširjena v Evropi.

## Opis
Odrasle živali merijo v dolžino med 42 in 53 mm, razpon prhuti imajo med 24 in 29 cm, tehtajo pa med 5 in 11 grami. Ime je vrsta dobila po dolgih uhljih, ki v dolžino merijo od 33 do 39 mm.
Ta vrsta netopirjev dan preživi v skupinah. Najraje se zadržujejo v podzemnih jamah, lahko pa tudi v votlih drevesih in stavbah. Za razliko od večine netopirjev se pri lovu na žuželke, ki jih običajno ne lovi v letu, zanaša na vid. Pogosto lovi tudi podnevi, leti pa počasneje od večine ostalih vrst netopirjev.
Parjenje poteka jeseni, samice pa junija naslednje leto skotijo po enega mladiča.

## Eholociranje
Pri lovu si poleg vida pomaga tudi z eholociranjem na frekvencah med 27 in 56 kHz, z največjo energijo pri 45 kHz in povprečno dolžino pulzov 2,5 ms.